# Màscara de canvi de fase

Una il·lustració esquemàtica de diversos tipus de màscares: (a) una màscara convencional (binària); (b) una màscara de canvi de fase alterna; (c) una màscara de canvi de fase atenuada.

Les màscares de canvi de fase són fotomàscares que aprofiten la interferència generada amb diferències de fase per millorar la resolució de la imatge en fotolitografia. Existeixen màscares de canvi de fase alternes i atenuades. Una màscara de canvi de fase es basa en el fet que la llum que travessa un medi transparent patirà un canvi de fase en funció del seu gruix òptic.

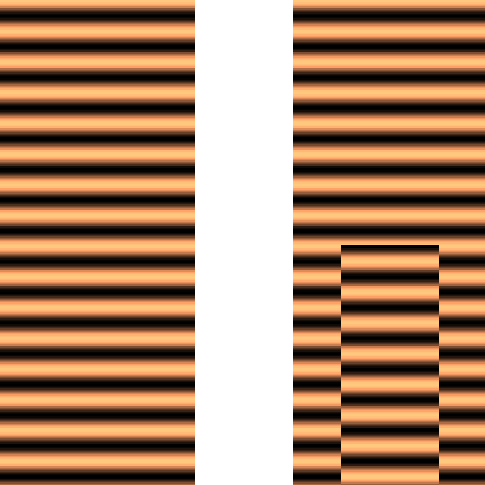
Esquerra: la part real d'una ona plana viatjant cap avall. Dreta: l'efecte d'introduir en el recorregut de l'ona una màscara transparent amb una regió de canvi de fase de 180°. (La il·lustració de la dreta ignora l'efecte de la difracció que augmenta en importància a mesura que l'ona es propaga.)

## Tipus i efectes
Una fotomàscara convencional és una placa transparent amb el mateix gruix a tot arreu, parts de la qual es cobreixen amb material opac per tal de crear un patró a l'oblia de semiconductor quan s'il·lumina.

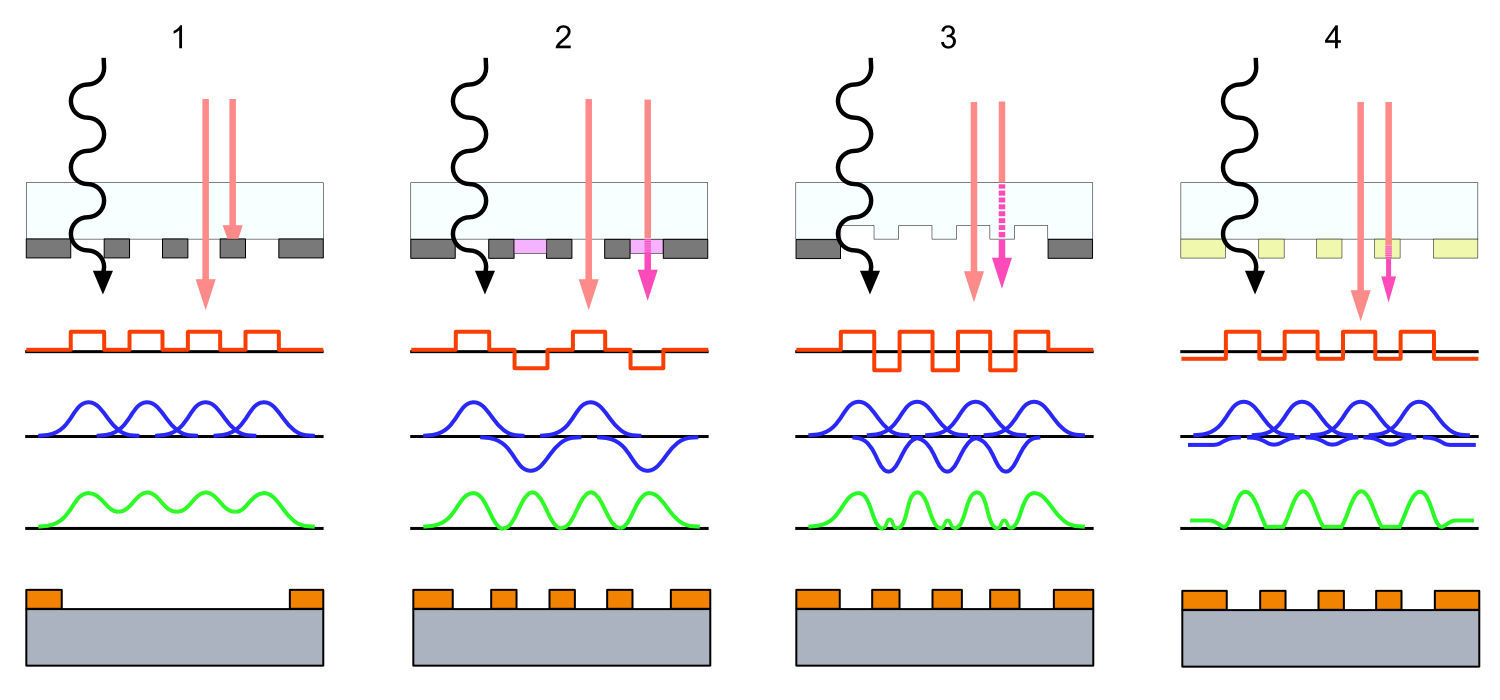
Tipus de màscara de canvi de fase: (1) màscara binària, (2) màscara de canvi de fase, (3) màscara de quars gravat (màscara de Levenson), (4) màscara de mig to. (Amunt) Màscara, (Vermell) Energia de llum/Fase a la màscara, (Blau) Energia de llum/Fase a l'hòstia, (Verd) Potència de la llum a l'hòstia, (inferior) Resistent a l'hòstia de silici

En màscares de canvi de fase alternes, determinades regions de transmissió es fan més primes o més gruixudes. Això, indueix un canvi de fase en la llum que viatja per aquestes regions de la màscara (vegeu la il·lustració). Quan s'escull adequadament el gruix, la interferència de la llum desplaçada de fase amb la llum procedent de regions no modificades de la màscara té l'efecte de millorar el contrast en algunes parts de l'oblia, cosa que finalment pot augmentar la resolució dels elements fabricats. El cas ideal és un canvi de fase de 180 graus, que fa que tota la llum incident sigui dispersa. Tanmateix, fins i tot per a canvis de fase més petits, la quantitat de dispersió no és menyspreable. Es pot demostrar que per a desplaçaments de fase de 37 graus o menys una trancisió de fase dispersarà el 10% o menys de la llum incident.
Les màscares de canvi de fase atenuades utilitzen un enfocament diferent. Algunes parts de la màscara que bloquegen la llum es modifiquen per permetre que es transmeti una petita quantitat de llum. Aquesta llum no és prou forta com per crear un patró a l'oblia però pot interferir amb la llum procedent de les parts transparents de la màscara, amb l'objectiu de millorar el contrast.
Les màscares de canvi de fase atenuades ja s'utilitzen àmpliament, ja que la seva construcció i funcionament són més senzills, especialment en combinació amb una il·luminació optimitzada per als patrons de memòria. D'altra banda, les màscares alternants de canvi de fase són més difícils de fabricar i això ha frenat la seva adopció, però el seu ús s'està generalitzant. Per exemple, Intel està utilitzant la tècnica de màscara de canvi de fase alternant per imprimir portes per als seus transistors de nodes de 65 nm i posteriors. Tot i que les màscares de canvi de fase alternades són una forma més forta de millora de la resolució que les màscares de canvi de fase atenuades, el seu ús té conseqüències més complexes. Per exemple, generalment s'imprimirà una vora o un límit de fase de 180 graus. Aquesta vora imprès sol ser una característica no desitjada i normalment s'elimina amb una segona exposició.

## Aplicació
Un avantatge de l'ús de màscares de canvi de fase a la litografia és la sensibilitat reduïda a les variacions de la mida de les característiques de la màscara. Això s'utilitza més habitualment en màscares de canvi de fase alternades, on l'amplada de línia es fa cada cop menys sensible a l'amplada de crom de la màscara, a mesura que l'amplada de crom disminueix. De fet, fins i tot sense crom, la vora de fase encara es pot imprimir, com s'ha indicat anteriorment. Alguns casos de màscares de canvi de fase atenuades també mostren el mateix benefici (vegeu la figura). Les màscares de canvi de fase atenuades també milloren el pendent del registre de la imatge sense requerir una dosi d'exposició molt alta amb una característica fosca ampliada. Una transmissió més alta millora l'efecte.